# Druffelbeck

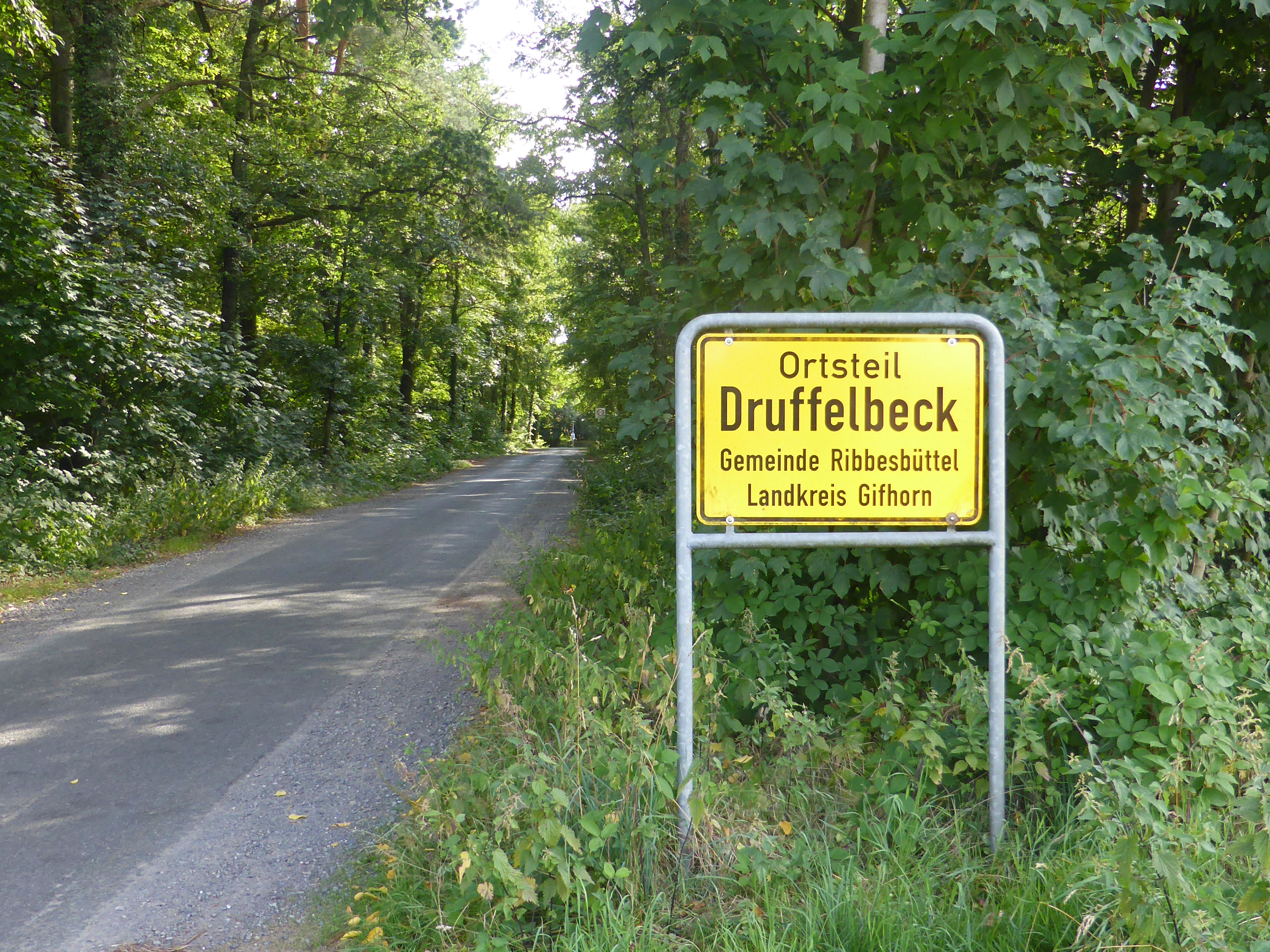
Ortseingang

Druffelbeck ist ein Ortsteil der Gemeinde Ribbesbüttel im niedersächsischen Landkreis Gifhorn.

## Geografie und Verkehrsanbindung
Der Ort liegt südwestlich des Kernortes Ribbesbüttel. Nördlich vom Ort verläuft die Landesstraße L 320, östlich fließt die Vollbütteler Riede, südlich liegt das rund 190 Hektar große Naturschutzgebiet Maaßel.

## Geschichte
Druffelbeck wurde erstmals um 1280 als Druchterbeke erwähnt. In der Zeit war im Ort die Mühle von den reichsfreien Edelherren von Meinersen an Wedekind von Ribbesbüttel und seine Brüder verlehnt.